# Chipping Sodbury
Chipping Sodbury är en ort i civil parish Sodbury, i distriktet South Gloucestershire, i grevskapet Gloucestershire i England. Orten ligger cirka 17 kilometer nordost om Bristol. Tätortsdelen (built-up area sub division) Chipping Sodbury hade 4 384 invånare vid folkräkningen år 2011. Chipping Sodbury var en civil parish fram till 1946 när blev den en del av Sodbury. Civil parish hade 972 invånare år 1931.